# Bydgoszcz Żółwin
Bydgoszcz Żółwin – dawny dla ruchu pasażerskiego przystanek osobowy w Bydgoszczy. Był położony między osiedlami Kapuściska i Łęgnowo. Otwarty w 1942 roku obsługiwał trzy pary pociągów do Nowej Wsi Wielkiej w celu dowozu pracowników do zakładów chemicznych Zachem, przez ostatnie lata nieczynny, zlikwidowany w ramach rewitalizacji linii kolejowej nr 201.